# Крафт, Карл Эрнст
Карл Эрнст Крафт (нем. Karl Ernst Krafft, 10 мая 1900 — 8 января 1945) — известный швейцарский и немецкий астролог, работавший на РСХА.

## Биография
Отец — директор пивоварни «Кардинал». Он и жена происходили из Бадена (юго-западная Германия). С 1910 семья живёт в Базеле, с 1925 в Коппе (Швейцария).
После сдачи экзамена о полном среднем образовании гуманитарной гимназии в Базеле с 1919 по 1924 изучал математику, физику, химию и статистику в университетах Базеля, Женевы и Лондона. Статистику изучает у популярного британского математика-статистика, сторонника национал-социализма, приверженца «расовых идей», антисемита Карла Пирсона.
После смерти сестры Аннелизы (1919) семья Крафта ушла в оккультизм, стали проводить спиритические сеансы. Крафт увлёкся йогой и астрологией. В Женеве встречался с индийским философом-суфием Хазрат Инайят Ханом.
С 1921 по 1923 проверил статистическими методами в Женеве и Базеле тысячи свидетельств о рождении и смерти, старясь привязать их астрологически к событиям из жизни. Отредактировал 2800 гороскопов в музыке, пытаясь найти корреляцию между данными рождения и будущей специальностью человека. Был своего рода предшественником Мишеля Гоклена и Гунтера Закса. В 1925 Крафт вынужден был работать книготорговцем в эзотерическом издании «Quo Vadis». Родители, узнав о его попытках довести свои астрологические изыскания до серьёзной науки, прекратили его финансово поддерживать.
С 1926 по 1936 — научный консультант (с использованием астрологии), с 1929 — также графолог. Его спонсор Оскар Гуль (банкир, владелец универмага и издательства «Орель Фюссли»), всецело стал в своём бизнесе ориентироваться на астрологические предсказания Карла Эрнста. В это время Крафт развивает свои теории о космобиологии и «типоскопии», выступает с лекциями и курсами в Лузанне и во многих немецких городах.
В мае 1937 женился на Анне (Терезии) ван дер Коппель, дочери голландского предпринимателя из Зейста (провинция Утрехт).
Став почитателем идеи «Великой Германии», переехал с женой в конце 1930-х годов на юг Шварцвальда (Германия). Сделал астрологический прогноз — между 7 и 10 ноября 1939 года Гитлеру угрожает экстремальная опасность, обратился к немецким властям. После покушения Георга Эльзера 8 ноября на Гитлера был задержан по подозрению в соучастии. Постоянная опасность нового ареста не помешала Крафту после освобождения работать на РСХА. Составлял в Берлине гороскопы. Интерпретировал предсказания Нострадамуса для использования их в нацистской пропаганде. Британцы в этом же направлении использовали эмигрировавшего из Германии астролога Луи де Воля.

## Арест и смерть
12 июня 1941 года после перелёта Рудольфа Гесса в Англию был арестован вместе с другими многими астрологами. 24 июня 1941 в Третьем рейхе было запрещено всякое публичное применение всех оккультных практик, однако Крафт продолжал вместе с психологами (такими, например, как Йоханес Мария Фервейн) работать на нацистов, составлял гороскопы для генералов. Эти работы были собраны Куртом Киссхауеном из учреждения Розенберга. В тюрьме с осени 1942 больше не мог работать (истощение нервной системы), в начале 1943 заболел тифом. Ещё не выздоровев, был сначала направлен в концентрационный лагерь Заксенхаузен, 24 ноября 1944 этапирован в концлагерь Бухенвальд, где 8 января 1945 года умер.

## Работы Крафта
- Influences cosmiques sur l’individu humain (1923)
- Typokosmie (1934)
- Traite d’Astro-Biologie (1939)
- Nostra Damus (1941)